# Nobleza hereditaria

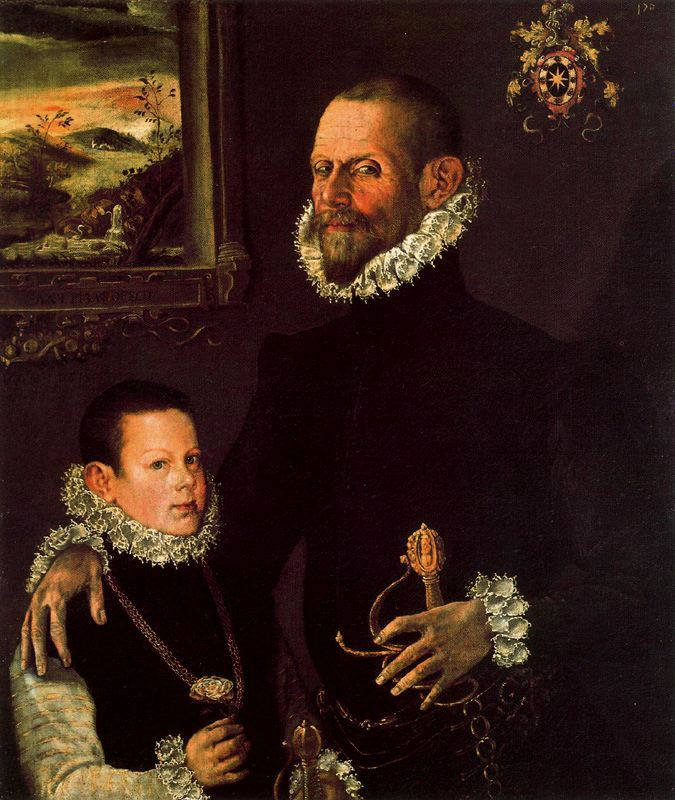
Retrato de caballero con su hijo, de Antón Pizarro, ca. 1600.

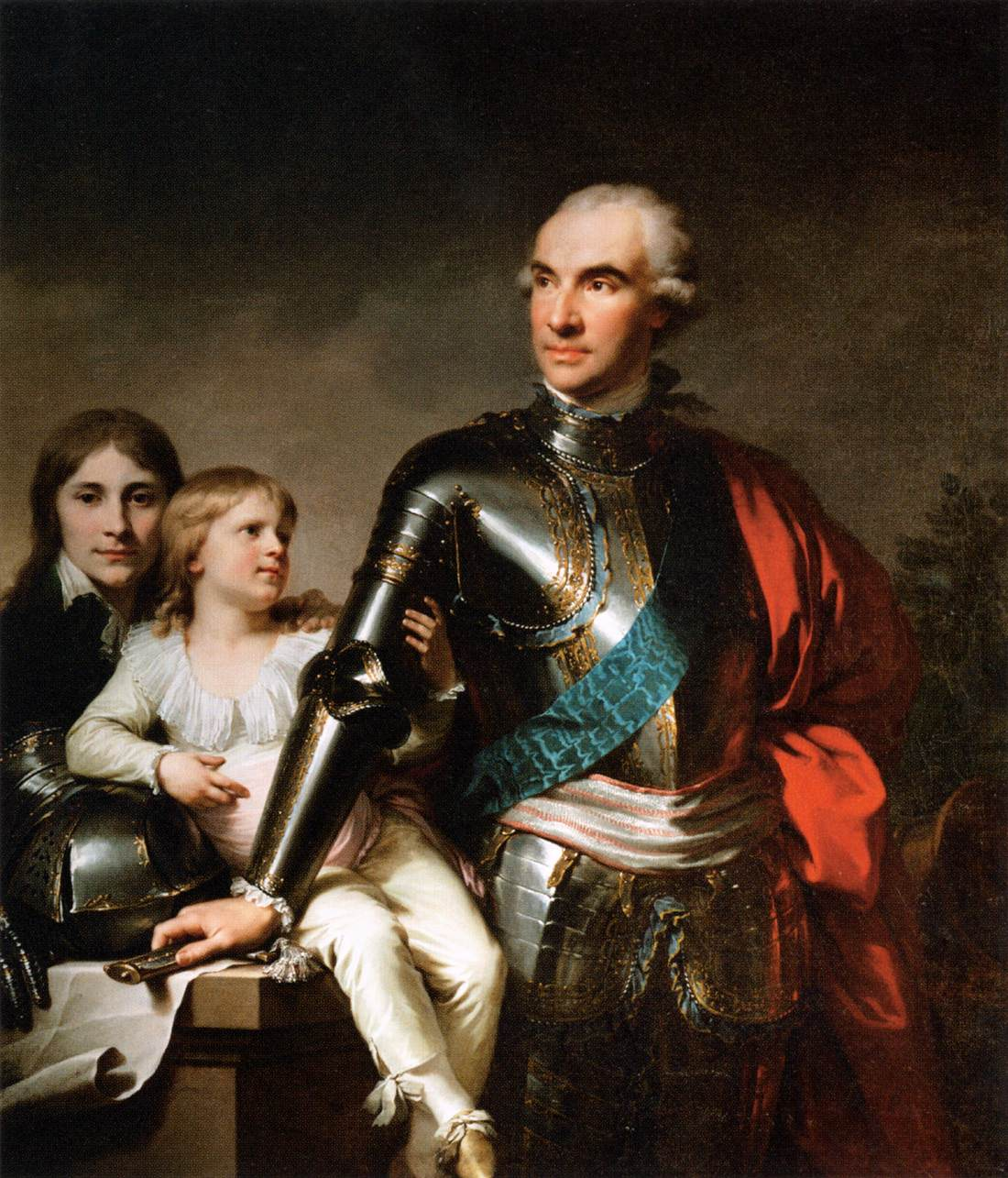
El conde Potocki con sus hijos, de Johann-Baptist Lampi, 1789.

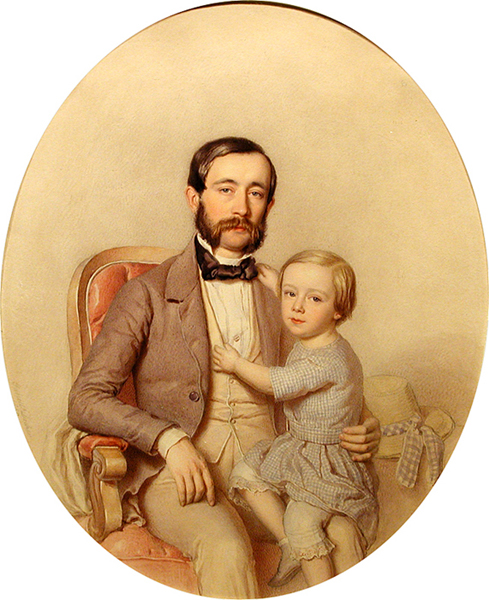
Retrato de padre con su hijo, de Gabriel Decker, 1850.

Nobleza hereditaria, transmisible o de sangre es un concepto que vincula la nobleza a la herencia biológica o sanguínea; es decir, a la sucesión dinástica dentro de una familia de una condición social privilegiada, justificada ideológicamente con conceptos tales como el honor, que presuponen la transmisión de los méritos de los antepasados a los descendientes. Propiamente la nobleza transmisible es un tipo de nobleza de privilegio (concedida al fundador de un linaje por un rey, que podría haberlo hecho únicamente a un único titular, como nobleza personal, sin poderse transmitir a los herederos); la nobleza de sangre cuyo origen no puede establecerse se denomina "nobleza inmemorial". El establecimiento de los títulos nobiliarios como títulos hereditarios es el resultado de un proceso histórico gradual, que en Europa Occidental se produce durante la Antigüedad Tardía y la Alta Edad Media. En Extremo Oriente, la principal tradición (de inspiración china) es un concepto inverso: los títulos se desvalorizan con el paso de las generaciones (se supone que los méritos del noble presente honran a sus ascendientes, no a sus descendientes).
Ya durante el Bajo Imperio Romano se había establecido una nobilitas entre las familias de rango senatorial (provenientes de la evolución secular de las antiguas familias patricias -optimates- a las que se habían sumado ya desde finales de la República los homines novi y las élites provinciales). El proceso se intensificó con las invasiones germánicas (que impusieron una nueva élite diferenciada sobre la mayoría de la población -visigodos o francos sobre hispanorromanos o galorromanos-), y especialmente tras la desintegración del Imperio carolingio y las segundas invasiones (vikingos y magiares -un caso tardío, pero muy significativo, fue la conquista normanda de Inglaterra-). Los feudos, inicialmente confiados a una persona que podía ser removida de su cargo en cualquier momento por la voluntad del emperador o rey, se convirtieron en hereditarios, vinculados al noble capaz de defenderlos militarmente (por ejemplo, la castellanía -guarda de un castillo, cargo idéntico al que en Japón se denominaba shogun-, la marca fronteriza o el condado) y que ejercía las funciones dominicales (las del señor feudal -cobrar impuestos, impartir justicia-), lo que también explica porqué tales funciones se convirtieran en títulos de nobleza (burgrave, margrave).
Simultáneamente, la monarquía, inicialmente electiva, y luego vitalicia, también se convirtió con el tiempo en una institución hereditaria; así ocurrió tanto en la historia de Roma como en los reinos germánicos y los reinos hispano-cristianos. Las monarquías parlamentarias o constitucionales contemporáneas siguen siendo hereditarias, aunque está en discusión la tradicional primacía el varón sobre la mujer en la sucesión.
Algunos títulos hereditarios son heredados solamente por el hijo varón mayor (primogenitura, mayorazgo); otros pueden ser conferidos al hijo mayor, sea cual sea su sexo, o repartirse entre todos los hermanos (lo que no es habitual -tratarse como un bien económico-). La vinculación de los títulos con el patrimonio familiar en el mayorazgo se produjo durante la Baja Edad Media y es uno de los elementos esenciales de la conformación de la sociedad estamental propia del Antiguo Régimen. La crítica a la irracionalidad de la nobleza hereditaria es uno de los puntos centrales del pensamiento ilustrado del siglo XVIII.
En el Reino Unido la mayoría de los títulos de nobleza (peer -"par"-, baronet) pasan únicamente al hijo mayor (únicamente en ausencia de herederos masculinos se considera la sucesión por la hija mayor); todos los demás hijos e hijas de los pares son considerados "comunes", aunque es costumbre que se les conceda el uso de un título de cortesía independiente (Lord, Lady, Honourable) dependiendo del grado de "pairato" obtenido por padre o madre, o también un título al estilo de los pares, pero sin derecho a ocupar un escaño en la House of Lords, generalmente uno o dos niveles por debajo del nivel alcanzado por los padres.
 En muchos países de Europa los títulos pueden ser heredados por todos los herederos masculinos de una familia, cuyos miembros compartían el mismo título al mismo tiempo (por ejemplo, la nobreza szlachta en Polonia o la nobleza alemana que se formó en el Sacro Imperio Romano Germánico).
Los títulos u oficios de corte, como los ingleses Earl Marshal y Lord Great Chamberlain, aunque inicialmente designaban tareas domésticas realmente efectuadas en la vida cotidiana de la corte, en su mayoría se convirtieron en "sinecuras", o sea, cargos puramente ceremoniales sin funciones efectivas. Ejercidos vitaliciamente, se transferían generalmente al primogénito del poseedor del cargo (excepto en el caso del Lord Great Chamberlain, que se divide entre los jefes de las familias Cholmondeley y Willoughby).